# Hosni Ilahi
Hosni Ilahi, né le 24 décembre 1993 à Radès, est un basketteur tunisien. Il est le frère de Mahdi Ilahi, également joueur de basket-ball.

## Carrière
Formé à l'Étoile sportive de Radès, il participe avec ce club au championnat maghrébin des clubs en décembre 2012 et perd la finale contre l'Union sportive monastirienne (56-58). Son équipe n'obtient par ailleurs que la cinquième place durant la 30e édition de la coupe d'Afrique des clubs champions à l'issue d'une rencontre contre le Gezira SC (78-73). Il figure aussi sur la liste de l'équipe de Tunisie alignée pour l'AfroCan 2019 au Mali mais ne joue pas durant le tournoi.
En janvier 2020, il participe avec l'Étoile sportive de Radès au 31e tournoi international de Dubaï et prend la deuxième place de la Poule B avec trois matchs remportés et une défaite. Il marque deux buzzer beaters durant le premier match contre le Beirut Sports Club (86-85) et le troisième match contre les Syriens du Al Ittihad Alep (63-62). En quarts de finale, ils sont éliminés par les Libanais du Hoops Club (78-82).
Entre les 27 et 29 novembre 2020, il joue pour la première fois un match officiel pour l'équipe de Tunisie, en l'occurence deux des trois matchs de qualification pour le championnat d'Afrique 2021.
Le 18 janvier 2022, il quitte l'Étoile sportive de Radès après deux saisons et demie et rejoint le Maghreb de Fès le 1er février.
Le 26 octobre 2023, il quitte l'Étoile sportive du Sahel et retourne à l'Étoile sportive de Radès.
À l'été 2024, il renforce le Club africain.
En août 2025, il retourne à l'Étoile sportive du Sahel.

## Clubs
- 2012-2014 : Étoile sportive de Radès (Tunisie)
- 2014-2015 : Association sportive d'Hammamet (Tunisie)
- 2015-2017 : Étoile sportive de Radès (Tunisie)
- 2017-2018 : Ezzahra Sports (Tunisie)
- 2018-2019 : Étoile sportive goulettoise (Tunisie)
- 2019-2021 : Étoile sportive de Radès (Tunisie)
- 2022 (6 mois) : Maghreb Association Sportive de Fès (Maroc)
- 2022-2023 : Étoile sportive du Sahel (Tunisie)
- 2023-2024 : Étoile sportive de Radès (Tunisie)
- 2024-2025 : Club africain (Tunisie)
- depuis 2025 : Étoile sportive du Sahel (Tunisie)

## Palmarès
- Champion de Tunisie : 2017, 2025
- Coupe de Tunisie : 2017